# Dignomus pubens
Dignomus pubens là một loài bọ cánh cứng trong họ Ptinidae. Loài này được Abeille de Perrin miêu tả khoa học năm 1897.